# High Country

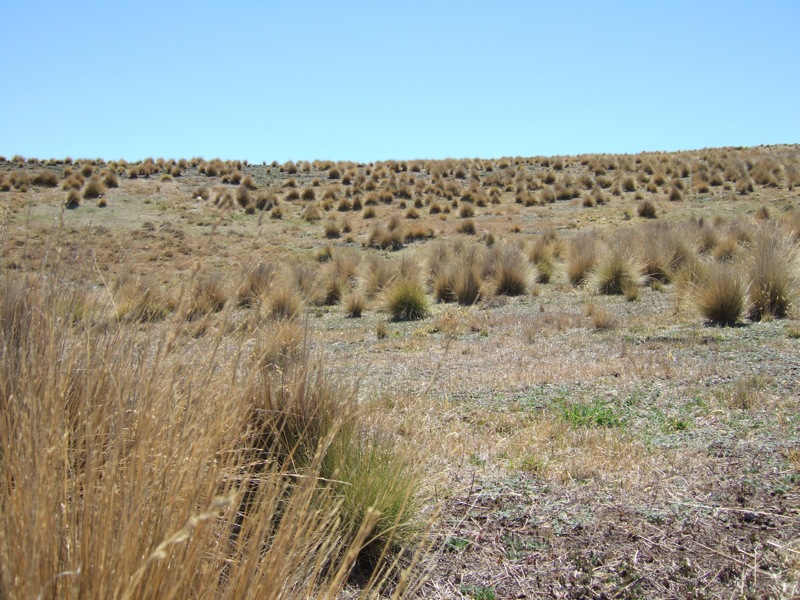
Typische Tussock-Graslandschaft (hier am Mt St. John)

Als High Country (deutsch etwa: Hochland, Hohes Land) werden in Neuseeland hoch gelegene, ländliche Gegenden bezeichnet. Dabei wird der Begriff meist nur mit den südöstlichen Teilen der Südinsel in Verbindung gebracht, in abgeschwächter Weise auch mit dem Inneren der Nordinsel. Diese Bezeichnung lässt sich umgangssprachlich mit dem Outback in Australien, dem High Veld in Südafrika und der „patagonischen Pampa“ in Argentinien vergleichen und gilt als Synonym für Abgeschiedenheit. 
Konkret sind mit "High Country" meist Central Otago und das Mackenzie-Becken auf der Südinsel sowie teilweise das Volcanic Plateau auf der Nordinsel gemeint. Alle diese Gebiete sind durch geringe Niederschläge, eine sehr dünne Bevölkerungsdichte und eine Höhenlage von meist über 600 m charakterisiert. Erstere befindet sich im Regenschatten der Neuseeländischen Alpen und die Hochebene wird von den drei Vulkanen vor hohen Niederschlagsmengen bewahrt. Des Weiteren herrscht in all diesen Gebieten kontinentales Klima mit kalten Wintern und heißen Sommern. Die meist von Tussockgras bewachsenen Flächen dienen häufig der extensiven Weidewirtschaft und ähneln bis auf die teilweise hügelige Bodenbeschaffenheit einer Steppe. Als Weidevieh dienen hauptsächlich Schafe, in letzter Zeit aber auch immer mehr Hirsche und Alpakas.